# Маръёль
Маръёль (устар. Марь-Ёль) — река в России, протекает в Республике Коми по территории района Печора. Правый приток реки Чикшина.

## География
Устье реки находится в 13 км по правому берегу реки Чикшина, к северу от посёлка Чикшино. Длина реки составляет более 17 км. В 2008 году был сдан в эксплуатацию автомобильный мост через реку длиной 54,6 метра. В 7 км вверх по течению, недалеко от устья правого притока Войвож Маръёль пересекает железная дорога.

## Данные водного реестра
По данным государственного водного реестра России относится к Двинско-Печорскому бассейновому округу, водохозяйственный участок реки — Печора от водомерного поста у посёлка Шердино до впадения реки Уса, речной подбассейн реки — бассейны притоков Печоры до впадения Усы. Речной бассейн реки — Печора.
Код объекта в государственном водном реестре — 03050100212103000064419.